# Sullivan City (Texas)
Sullivan City es una ciudad ubicada en el condado de Hidalgo en el estado estadounidense de Texas. En el Censo de 2010 tenía una población de 4002 habitantes y una densidad poblacional de 430,53 personas por km².

## Geografía
Sullivan City se encuentra ubicada en las coordenadas 26°16′31″N 98°33′52″O / 26.27528, -98.56444. Según la Oficina del Censo de los Estados Unidos, Sullivan City tiene una superficie total de 9.3 km², de la cual 9.3 km² corresponden a tierra firme y (0%) 0 km² es agua.

## Demografía
Según el censo de 2010, había 4002 personas residiendo en Sullivan City. La densidad de población era de 430,53 hab./km². De los 4002 habitantes, Sullivan City estaba compuesto por el 98.7% blancos, el 0.1% eran afroamericanos, el 0.05% eran amerindios, el 0% eran asiáticos, el 0% eran isleños del Pacífico, el 1.07% eran de otras razas y el 0.07% pertenecían a dos o más razas. Del total de la población el 99.6% eran hispanos o latinos de cualquier raza.

## Educación
El Distrito Escolar Independiente de La Joya gestiona escuelas públicas que sirven a la ciudad. Las escuelas son: las primarias Rosendo Benavides y Sam Fordyce, la Escuela Secundaria Lorenzo de Zavala, y la Escuela Preparatoria La Joya.